# Štefan Sečka
Štefan Sečka (6. července 1953, Spišský Štvrtok – 28. října 2020 Levoča) byl slovenský římskokatolický kněz a od roku 2011 spišský biskup. Před svým jmenováním sídelním biskupem působil od roku 2002 jako jeden ze dvou pomocných biskupů a generálních vikářů spišské diecéze (druhým byl Andrej Imrich).

## Životopis
Vystudoval gymnázium ve Spišské Nové Vsi, kde maturoval v roce 1971, a Římskokatolickou cyrilometodějskou bohosloveckou fakultu Univerzity Komenského v Bratislavě (1971–1976). Dne 6. června 1976 přijal v Bratislavě od biskupa Gábriše kněžské svěcení a v letech 1976 až 1978 absolvoval základní vojenskou službu. Poté byl ustanoven farním vikářem nejprve ve Spišské Nové Vsi (od 15. října 1978) a následně v Dolním Kubíně (od 1. října 1980), od roku 1980 se také jako člen diecézní katechetické komise podílel na přípravě katechismu pro základní školy. Od 1. března 1984 do 30. dubna 1990 působil jako administrátor ve farnosti Liptovské Revúce.
Od 1. května 1990 do roku 2002 působil v obnoveném Kněžském semináři biskupa Jána Vojtaššáka ve Spišské Kapitule – Spišském Podhradí, kde vykonával funkci vicerektora-ekonoma a přednášel pedagogiku a katechetiku, a 9. června 1992 byl jmenován kaplanem Jeho Svatosti. Později také současně pokračoval ve studiu, a to nejprve na Katolické univerzitě v Lublinu (1995–1997), kde 12. června 1997 získal licenciát teologie, a následně na Římskokatolické cyrilometodějské bohoslovecké fakultě Univerzity Komenského v Bratislavě (1997–2000), kde 4. května 2000 získal titul doktora teologie.
Dne 28. června 2002 byl jmenován pomocným biskupem spišské diecéze a titulárním biskupem sitským, 27. července téhož roku přijal v katedrále svatého Martina ve Spišské Kapitule biskupské svěcení z rukou Františka Tondry za účasti spolusvětitelů Henryka Józefa Nowackého a Alojze Tkáče a od 1. srpna 2002 byl ustanoven rovněž generálním vikářem spišské diecéze. Dne 4. srpna 2011 byl jmenován papežem Benediktem XVI. spišským diecézním biskupem jako nástupce Mons. Františka Tondry .
Zemřel v levočské nemocnici 28. října 2020 po krátké hospitalizaci. Zemřel v důsledku dlouhodobých problémů se srdcem. Souvislost s covidem-19 byla vyloučena.